# Westminster (Carolina do Sul)
Westminster é uma cidade localizada no estado norte-americano de Carolina do Sul, no Condado de Oconee.

## Demografia
Segundo o censo norte-americano de 2000, a sua população era de 2743 habitantes.
Em 2006, foi estimada uma população de 2684, um decréscimo de 59 (-2.2%).

## Geografia
De acordo com o United States Census Bureau tem uma área de
8,9 km², dos quais 8,9 km² cobertos por terra e 0,0 km² cobertos por água. Westminster localiza-se a aproximadamente 291 m acima do nível do mar.

## Localidades na vizinhança
O diagrama seguinte representa as localidades num raio de 20 km ao redor de Westminster.